# Sobór Wniebowstąpienia Pańskiego w Nowosybirsku
Sobór Wniebowstąpienia Pańskiego – prawosławny sobór w Nowosybirsku, katedra eparchii nowosybirskiej.
Pierwsza cerkiew na miejscu współczesnego soboru powstała w 1913 (poświęcenie 6 kwietnia 1913). Była to świątynia jednonawowa, drewniana, z położoną nad wejściem dzwonnicą. W 1924, po powołaniu przez Święty Synod samodzielnej eparchii ze stolicą w Nowonikołajewsku (ob. Nowosybirsk), jej pierwszy zwierzchnik, metropolita Nikifor (Astaszewski) zdecydował o rozbudowie świątyni poprzez dostawienie do niej drugiej nawy z ołtarzem św. Mikołaja Cudotwórcy.
Sobór był czynny do 1937, gdy został zamknięty na fali represji wymierzonych w Rosyjski Kościół Prawosławny w regionie – w tym samym roku został rozstrzelany arcybiskup nowosybirski Sergiusz (Wasilkow). W 1944 władze radzieckie zgodziły się zwrócić obiekt eparchii po staraniach nowego zwierzchnika eparchii, arcybiskupa Bartłomieja (Gorodcowa). W tym samym roku świątynia została ponownie poświęcona, zaś w 1947 dobudowano do niej trzecią nawę z ołtarzem św. Serafina z Sarowa. W tej części cerkwi w 1956 został pochowany metropolita Bartłomiej.
W czasie sprawowania urzędu arcybiskupa nowosybirskiego przez Pawła (Gołyszewa) rozpoczęto prace nad rozbiórką drewnianej, będącej w złym stanie cerkwi, by zastąpić ją świątynią ceglaną o identycznej konstrukcji. Prace te zakończył w latach 70. XX wieku biskup Gedeon (Dokukin). W okresie zarządzania przez niego eparchią poszerzono przedsionek cerkwi, zrekonstruowano kolumny wewnątrz soboru, zaś ceglane ściany nowego obiektu pokryto drewnem, by imitować dawny wygląd świątyni. W 1979 w piwnicach obiektu powstała cerkiew św. Aleksandra Newskiego i św. Gedeona. Autorem projektu pełnej przebudowy soboru był W. Awksientiuk, zaś pracami kierował proboszcz parafii Dmitrij Budko. W 1988 prace w soborze zostały zakończone. W 1999 dokonano renowacji ikonostasu.
Szczególnie czczone są znajdujące się w świątyni ikony z cząsteczkami relikwii św. Mikołaja, św. Pantelejmona, św. Serafina z Sarowa, św. Ambrożego z Optiny oraz św. Innocentego z Alaski.